# 225033 Maskoliunas
225033 Maskoliunas este o planetă minoră (asteroid) din centura de asteroizi. A fost descoperită pe 23 martie 2007 la Molėtų astronomijos observatorija⁠(d) de . 
Obiectul prezintă o orbită caracterizată de o semiaxă mare de 2,795372278823 UAi, o excentricitate de 0,1519418860031, o înclinație de 10,282250716682 ° în raport cu ecliptica.